# Vía Tiburtina
La Vía Tiburtina es una carretera antigua en Italia que conduce de este a noreste de Roma a Tívoli (antes Tibur) y de allí a Pescara (antes Aternum).

## Historia

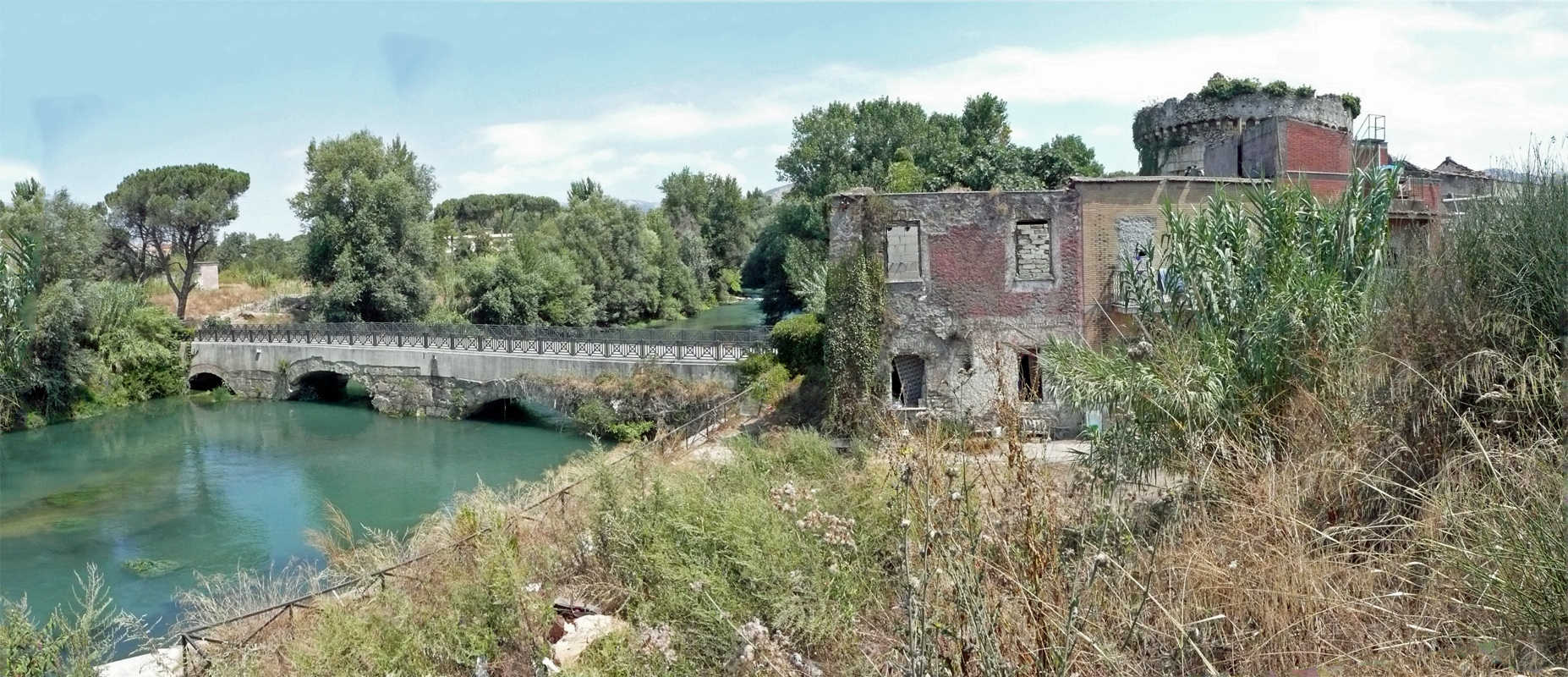
Puente Lucano que cruza el Río Aniene, en la provincia de Roma, c. 2012.

Fue construida por el cónsul romano Marco Valerio Máximo alrededor del año 286 a. C., y más tarde prolongada a los territorios del Marsos y el Ecuos, en los Abruzos, como Vía Valeria. Su longitud total era aproximadamente 200 km desde Roma a Aternum (actual Pescara). Salía de Roma a través de las Murallas aurelianas en la Porta Tiburtina, y a través de las Murallas servianas en la Porta Esquilina.
Los historiadores afirman que la Vía Tiburtina debe haber surgido como un sendero durante el establecimiento de la Liga latina. Aunque después se convirtió en una vía importante, la primera parte de la Vía Tiburtina siempre conservó su nombre original de Vía Valeria, que se aplicaba solo a la parte de la carretera más allá de Tibur. Es difícil determinar el último tramo del recorrido de la Vía Tiburtina desde Albulae Aquae a Tibur.
A lo largo de la carretera hay restos de varios puentes romanos, entre ellos el Ponte Lucano y el Ponte Mammolo. En la actualidad existe una antigua carretera estatal con el mismo nombre, que sigue el mismo trazado.

## Arqueología

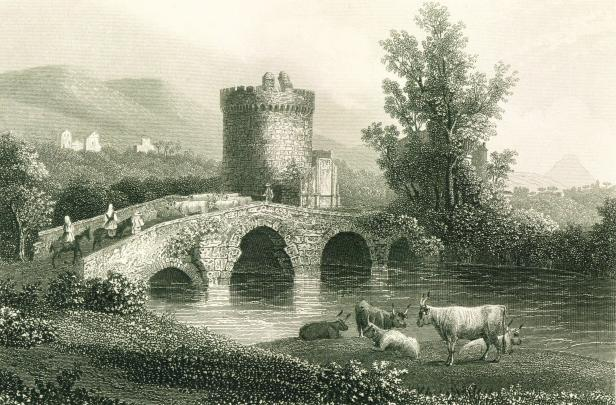
Puente Lucano, con la tumba de Plautius Lucanus, c. 1840

Los principales monumentos y zonas arqueológicas que se encuentran en la carretera de Roma a Pescara son:
- Porta Tiburtina
- Basílica de San Lorenzo Extramuros
- Cementerio comunal monumental Campo Verano
- Zona arqueológica de Settecamini
- Villa Adriana
- Templo de Vesta
- Templo de la Sibila
- Templo de la tos
- Santuario de Hércules Víctor
- Restos de los acueductos de Claudio y Acqua Marcia (Vicovaro)
- Área de Carsioli
- Iglesia, convento y claustro de San Francisco (Tagliacozzo)
- Abadía de Santa María de la Victoria
- Supuesta tumba de Perseo de Macedonia
- Ciudad romana de Alba Fucens
- Túneles de Claudio e Incile del Fucino (Avezzano)
- Aia dei Musei (Avezzano), sección lapidaria con artefactos encontrados en los sitios arqueológicos de Marsica
- Museo de Arte Sacro Marsica (Celano), artefactos encontrados en Aielli, Alba Fucens, Carsoli
- Museo Paludi di Celano, con sección prehistórica y arqueológica
- Área de Marruvio (San Benedetto dei Marsi), restos del anfiteatro romano, baños termales, funerarias Morroni, fachada de la iglesia de Santa Sabina
- Área Cerfennia (Collarmele)
- Catacumbas de Superaequum (Castelvecchio Subequo)
- Templo itálico de Castel di Ieri
- Ciudad romana de Corfinium, con la basílica concatedral de Valvense de San Pelino, el funeral Morroni y la plaza del teatro
- Santuario de Ercole Curino (Sulmona)
- Castrum Pagus Fabianus presso Popoli
- Zona arqueológica de Civitella - Teate Marrucinorum (Chieti), anfiteatro romano, con baños termales. Desde el Palazzo de Mayo se puede acceder a la vía Tecta
- Restos del Templo de Santa Jerusalén (Pescara), en la plaza de la Catedral de San Ceteo

### Galería de imágenes

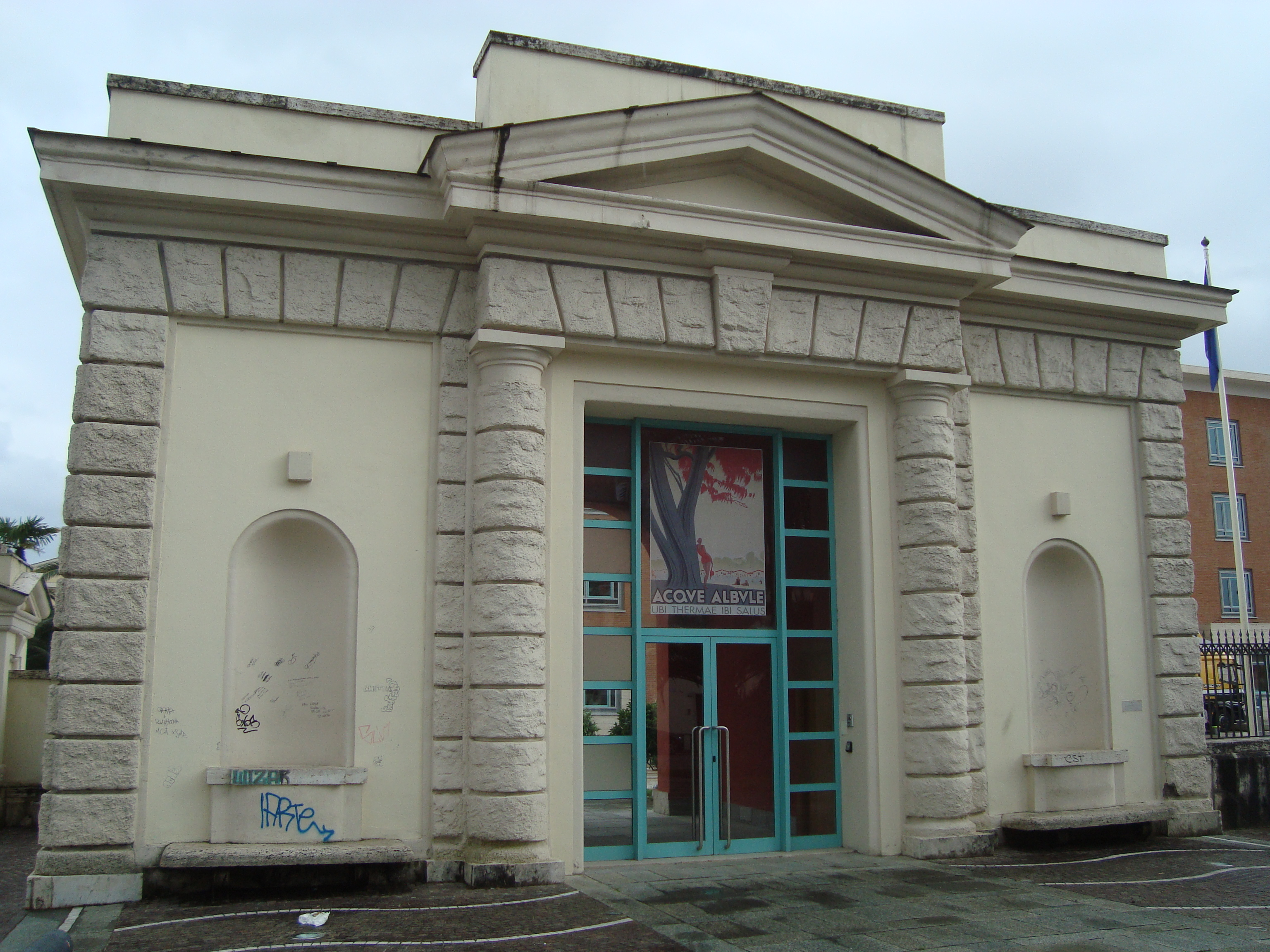
Ingreso a las termas de Tivoli
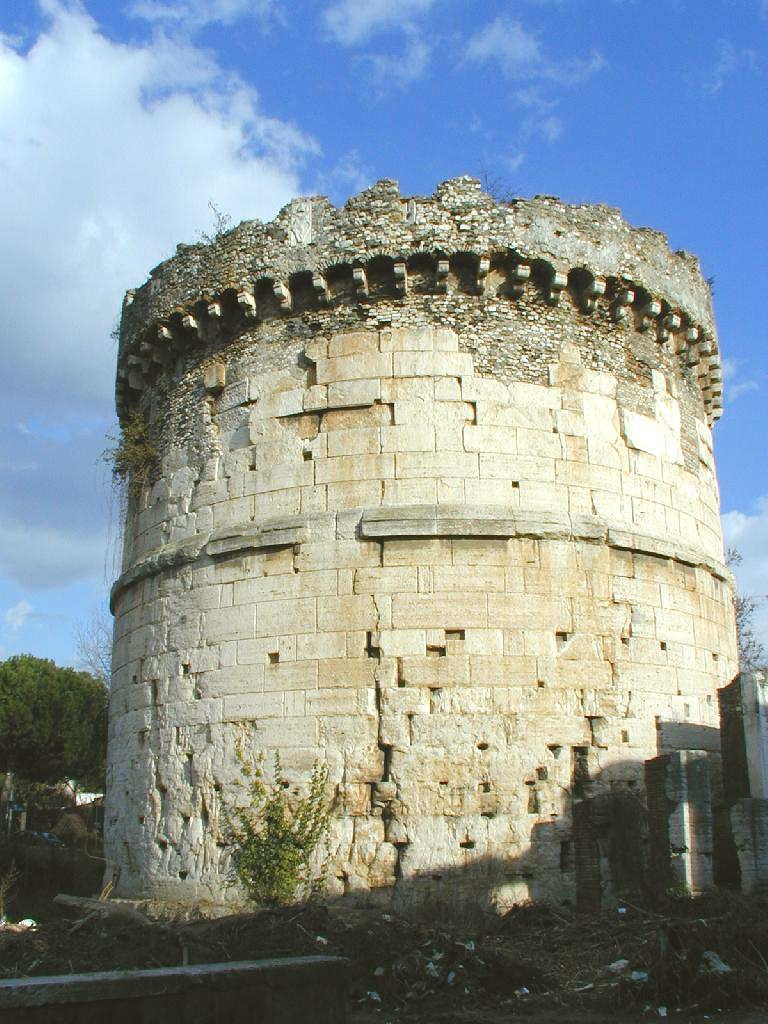
Mausoleo de la familia Plauzia
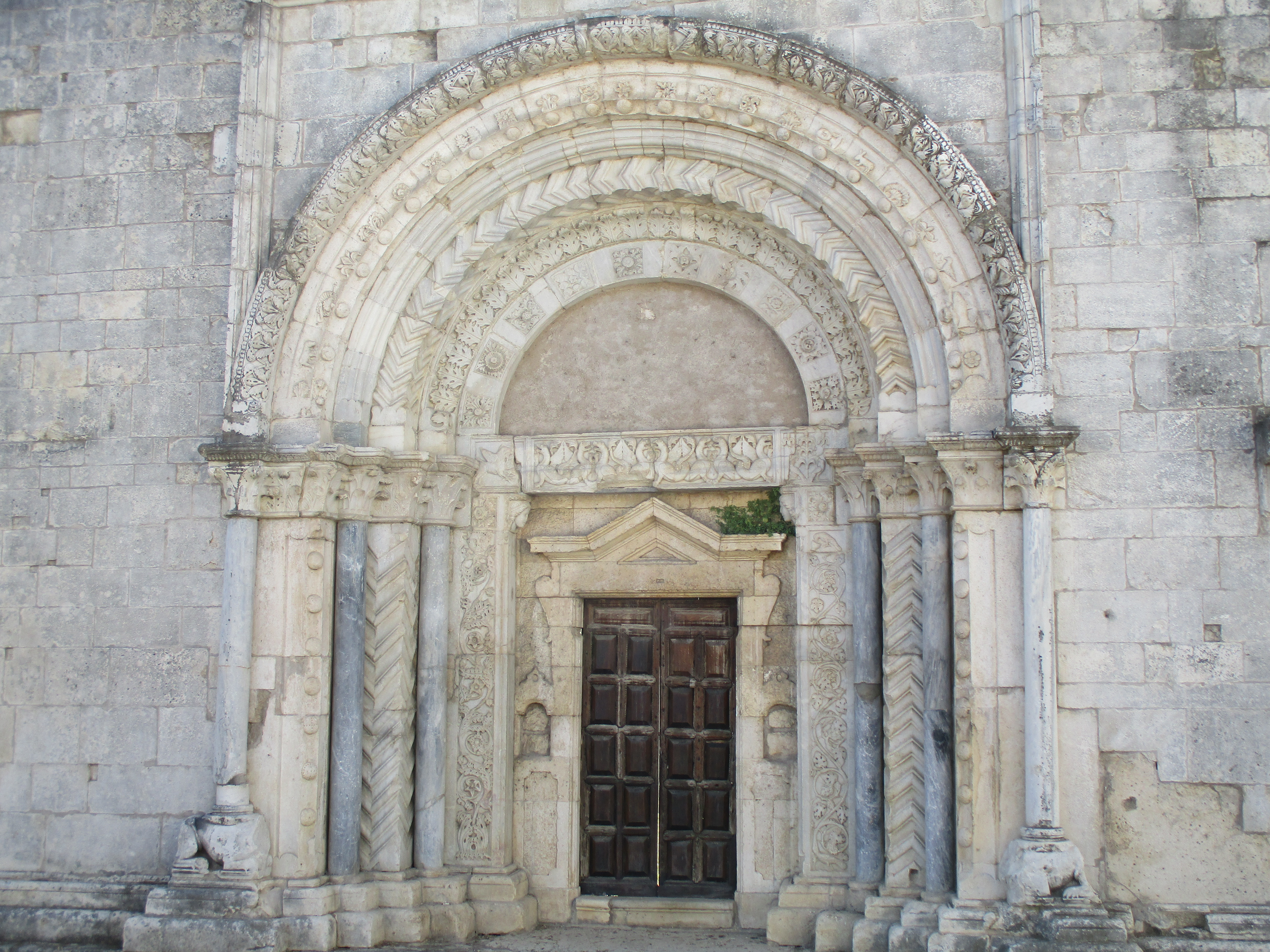
Portal de la iglesia de Santa Sabina en Marruvio
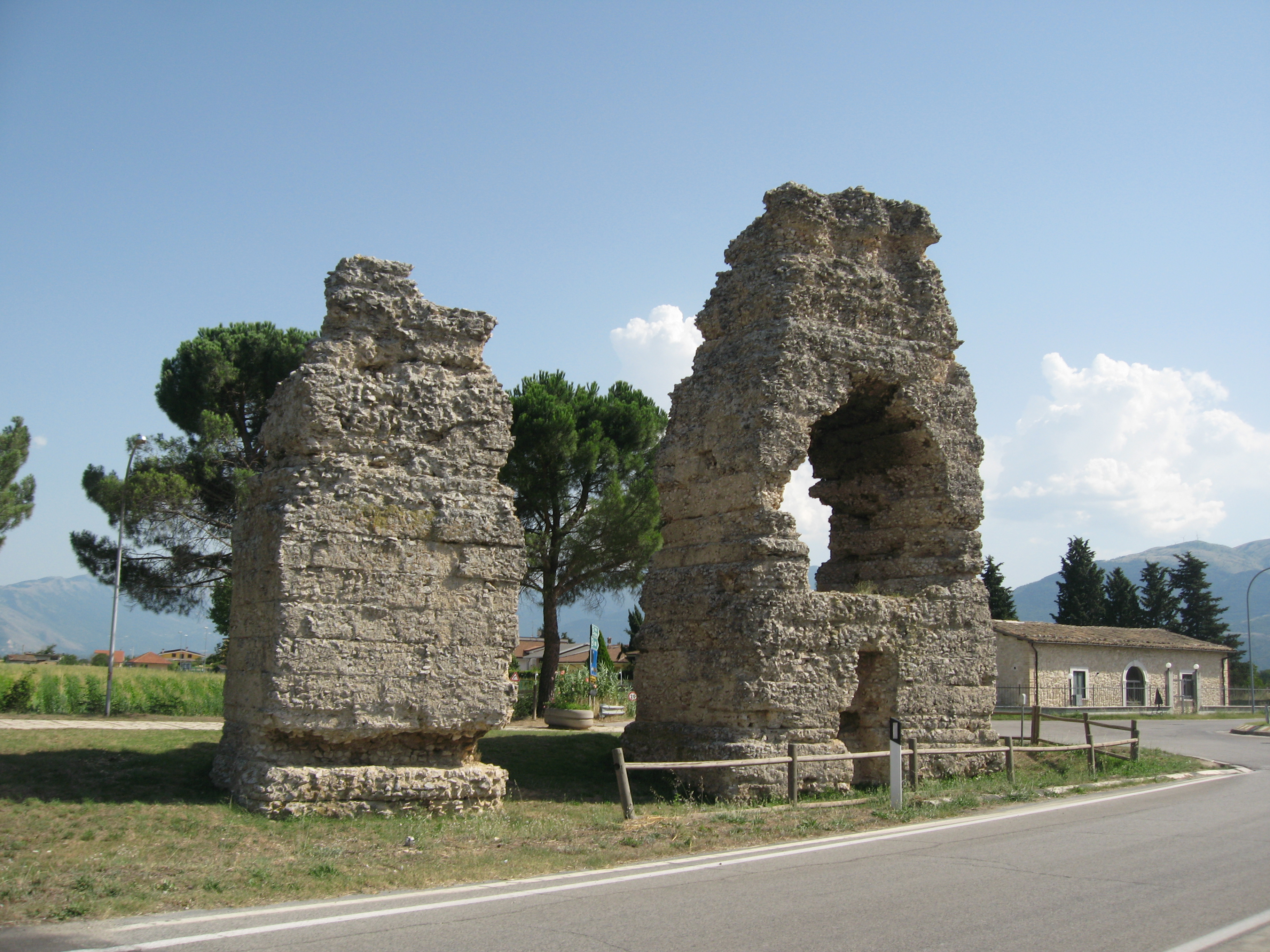
Morroni fúnebre de Corfinium
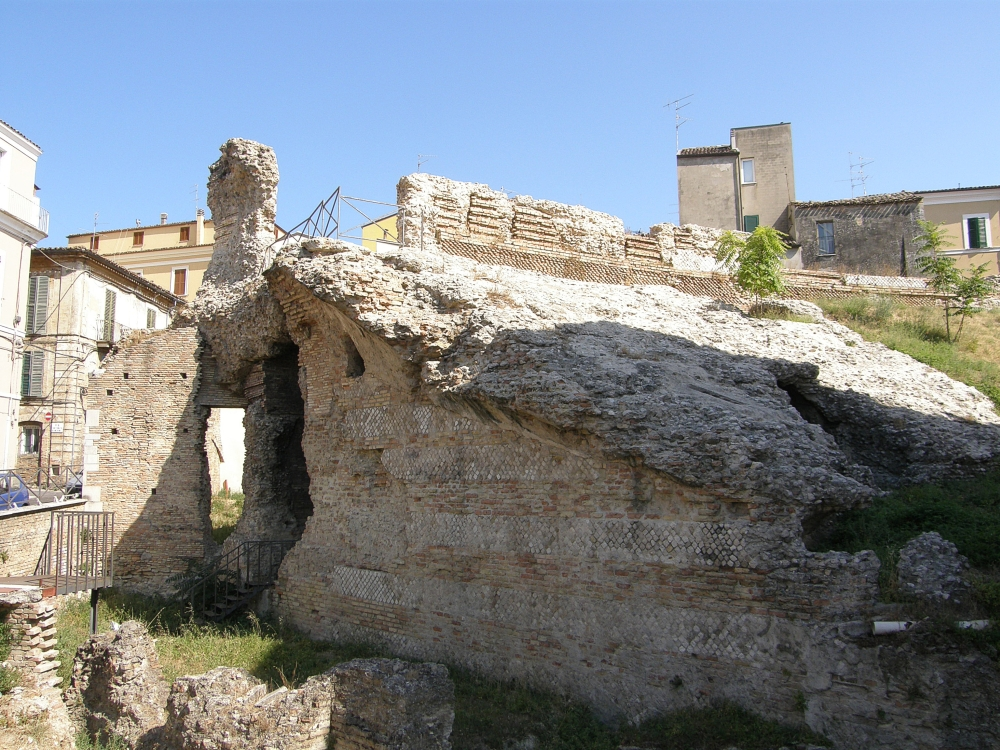
Teatro romano de Chieti
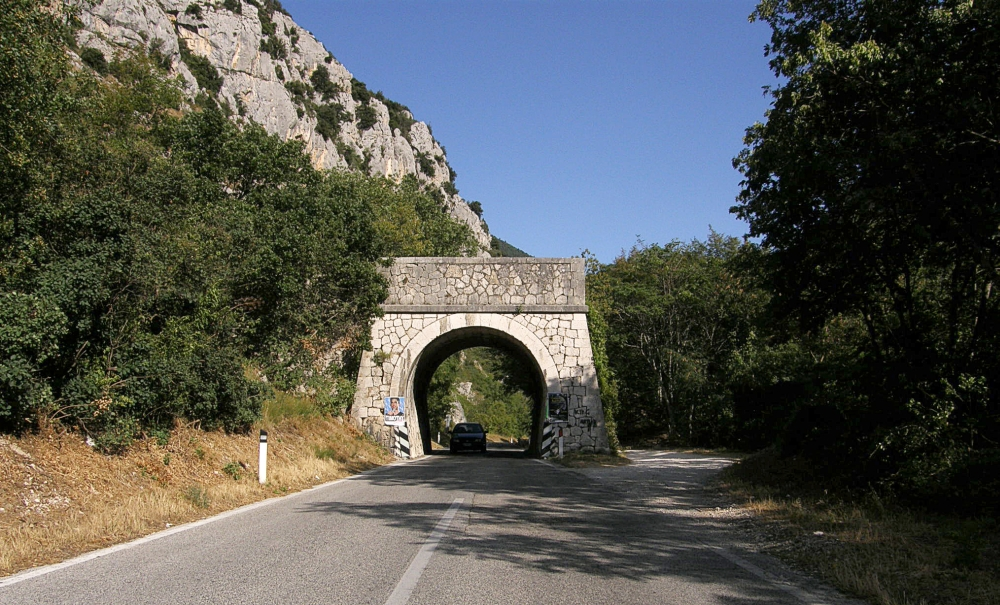
Garganta de San Venanzio
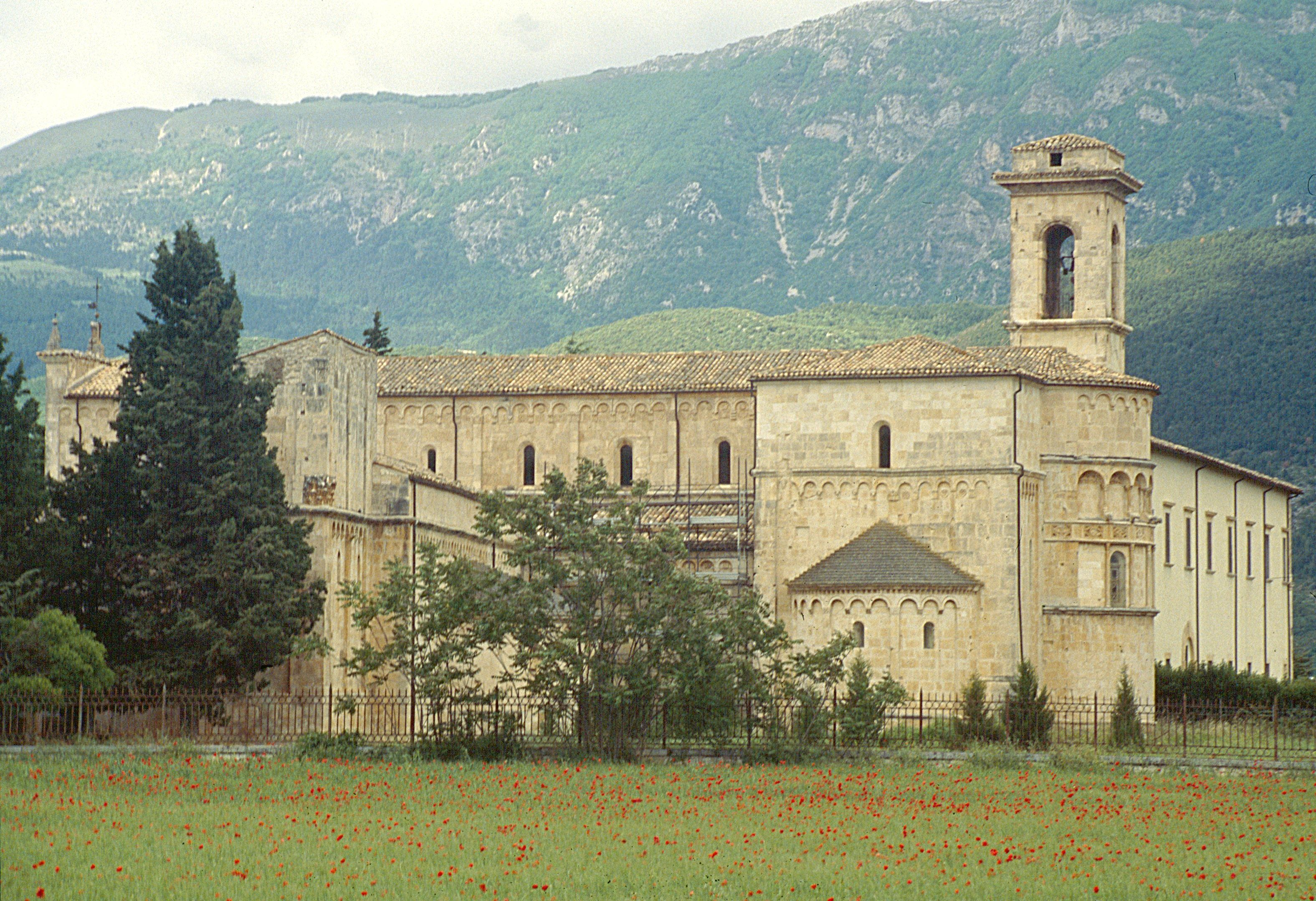
Catedral de San Pelino (Corfinium)